# Косовски вез
Косовски вез је високо развијен, стилизован декоративни вез изведен на традиционалној одећи српског народа, посебно на женским кошуљама. Косовски вез спада у домен знања и вештина везаних за традиционалне занате и представаља традиционални начин украшавања одеће српског народа на Косову, као и текстилног покућства и савремене женске одеће у градовима централне Србије и Војводине.
Косовски вез се налази на листи нематеријалног културног наслеђа Србије

## Техника израде косовског веза
Комбинација платна коришћеног за израду кошуља (најчешће конопљано, али и ланено, полупамучно и памучно), доминантна црвена боја веза изведена уз коришћење различитих материјала (вуна, метална нит, жута или бела срма, шљокице), коришћене технике и називи за одевне елементе, стварају спој који је резултат, али и рефлексија српског, византијског, романског и источнохришћанског културног круга.
Поред одеће, везом су украшавани и други текстилни предмети у кући као што су столњаци, пешкири, завесе, постељина. Косовски вез се израђивао и на другим различитим предметима текстилног покућства, првенствено на онима којима се украшавао стамбени простор.

## Косовски вез у историји и традицији
Карактеристике косовског веза одређене су још у средњовековној Србији, али порекло одређених орнамената сеже у далеку прошлост коптске културе, који су преко Византије допрли до наших крајева.
О томе колико је вез некада био цењен говоре и многе народне песме и записи као и многобројни текстилни предмети који се чувају у Етнографском музеју у Београду и другим музејима. Лепоте косовског веза помињу се и у српским народним песмама, као и справе и материјали за вез, ђерђеф, игла, ибришим, злато и указује се поштовање према доброј везиљи и осећањима која она уноси у свој рад.

## Косовски вез данас
Данас косовски вез заузима престижно место на листи нематеријалног културног наслеђа Србије. Захваљујући новооснованим удружењима која негују ову лепу вештину - уметност, косовски вез задовољава и важан критеријум одрживости.
Косовски вез уврштен је у Национални регистар нематеријалног културног наслеђа Србије.